# Aleksandr Zhúkov
Aleksandr Dmítrievich Zhúkov (en ruso: Алекса́ндр Дми́триевич Жу́ков; nacido el 1 de junio de 1956 en Moscú) es un economista y político ruso.

## Biografía
Estudió en la Universidad de Harvard. Fue miembro de la Duma Estatal desde 1994 hasta 2004, cuando fue designado como vice primer ministro del gobierno ruso. Es vicepresidente de la Duma Estatal desde el 21 de diciembre de 2011 y, desde 2010, presidente del Comité Olímpico Ruso.
Fue designado miembro del Comité Olímpico Internacional (COI) en la 125.ª sesión del COI llevada a cabo en Buenos Aires, Argentina, en septiembre de 2013.